# Cinder Mountain (Kanada)
Der Cinder Mountain ist ein teilweise erodierter Schlackenkegel (engl. cinder cone) im Quellgebiet des Snippaker Creek in der kanadischen Provinz British Columbia. Er ist einer der Iskut-Unuk River Cones und die Quelle eines basaltischen Lavastroms, der sich 4 km nordwärts bis in den Copper King Creek erstreckt. Ein isolierter Pfeiler eines subaerischen Basaltstroms und damit assoziierter Kissenlava ruht auf gebändertem Ton und Geschiebemergel im King Creek. Der Cinder Mountain brach zuletzt im Pleistozän aus.